# Круя
Круя или Кроя (на албански: Krujë или Kruja) е град в Албания, известен най-вече като родния град на националния герой Скендербег. Има население от около 20 000 души, което го поставя на шестнадесето място по големина в страната. Круя е също главен град на област Круя. Името на Круя произлиза от албанската дума krua, която означава пролет.

## История
Според средновековните хронисти, Круя е бил крепостен град, даващ отпор на Османската империя още от 15 век. Тук е роден и героят на Албания Скендербег. Една от най-известните забележителности е именно замъкът-крепост на средновековния герой, която през средновековието е бранела цялата област.